# James De Carle Sowerby
James De Carle Sowerby (1787 – 1871) è stato un mineralogista e botanico britannico.
Ha continuato l'attività di suo padre, James Sowerby, ed assieme a suo fratello George Brettingham Sowerby ha pubblicato il secondo volume del Mineral Conchology of Great Britain, iniziato da suo padre.
Assieme al cugino, fondò la Royal Botanic Society and Gardens, restandone segretario per trent'anni.